# Nederland op het Junior Eurovisiesongfestival 2024
Nederland neemt deel aan het Junior Eurovisiesongfestival 2024 in Madrid, Spanje. Het was de 22ste deelname van het land aan het Junior Eurovisiesongfestival. De AVROTROS was verantwoordelijk voor de Nederlandse bijdrage.

## Selectieprocedure

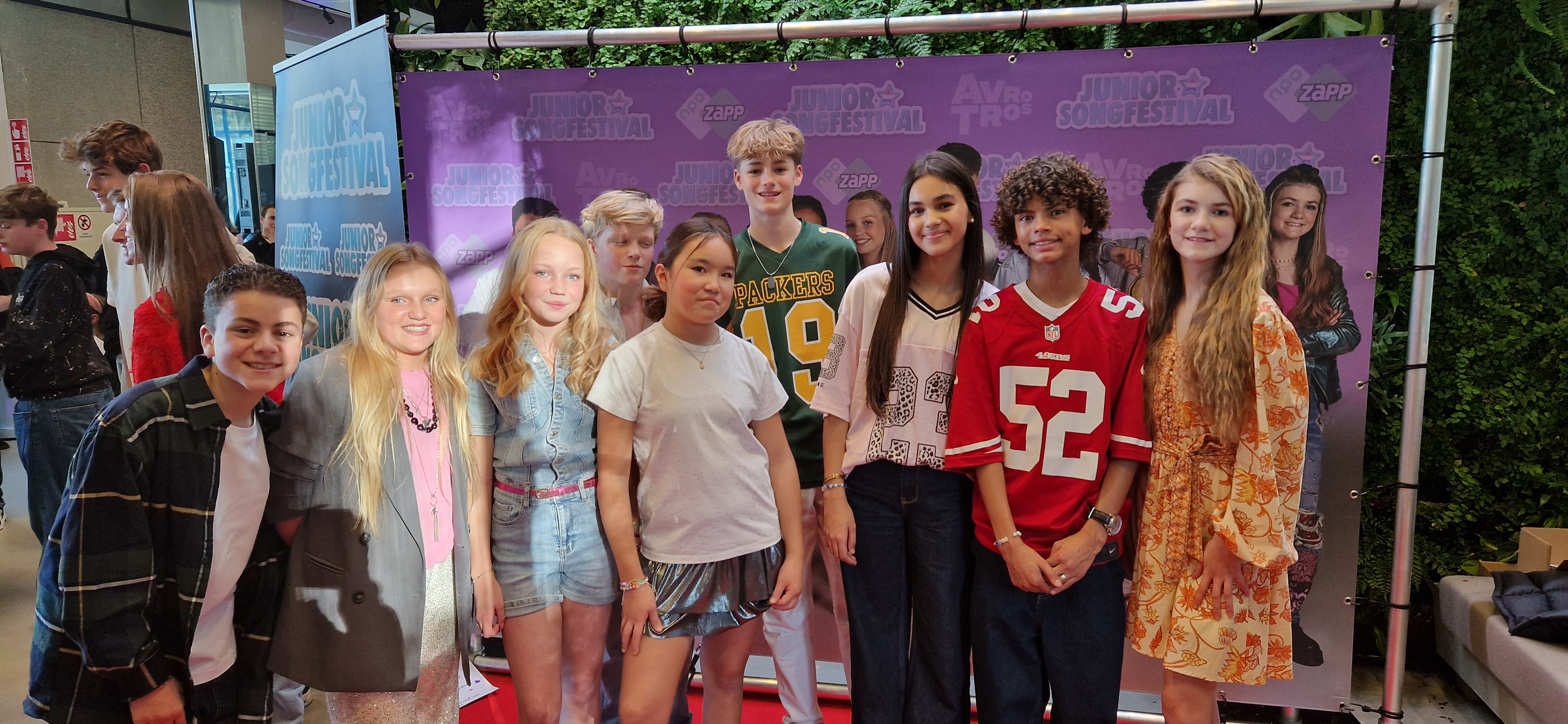
Deelnemers Junior Songfestival 2024

| Plaats | Artiest               | Lied                     | Kinderjury | Vakjury | Publiek | Totaal |
| ------ | --------------------- | ------------------------ | ---------- | ------- | ------- | ------ |
| 1      | Stay Tuned            | Music                    | 12         | 10      | 12      | 34     |
| 2      | Veronika              | Dreams Are Built To Last | 10         | 12      | 10      | 32     |
| 3      | Hidde, Saïda & Dunyah | In m'n Prime             | 9          | 8       | 9       | 26     |
| 4      | Ruben                 | Colors Of My Heart       | 8          | 9       | 8       | 25     |

## In Madrid
Nederland trad aan als 12de land, na Duitsland, en voor San Marino. Ze eindigden op de 10de plaats. 
2003 · 2004 · 2005 · 2006 · 2007 · 2008 · 2009 · 2010 · 2011 · 2012 · 2013 · 2014 · 2015 · 2016 · 2017 · 2018 · 2019 · 2020 · 2021 · 2022 · 2023 · 2024
Albanië · Armenië · Cyprus · Duitsland · Estland · Frankrijk · Georgië · Ierland · Italië · Malta · Nederland · Noord-Macedonië · Oekraïne · Polen · Portugal · San Marino · Spanje